# Armin Romstedt
Armin Romstedt (* 6. ledna 1957, Frankendorf) je bývalý východoněmecký fotbalista, útočník, reprezentant Východního Německa (NDR).

## Fotbalová kariéra
Ve východoněmecké oberlize hrál za FC Rot-Weiß Erfurt, nastoupil ve 287 ligových utkáních a dal 62 gólů. V Poháru UEFA nastoupil ve 3 utkáních. Za reprezentaci Východního Německa (NDR) nastoupil v roce 1984 v utkání s Řeckem.

## Ligová bilance
| Ročník                                  | Zápasy | Góly | Klub               |
| --------------------------------------- | ------ | ---- | ------------------ |
| DDR-Liga 1978/79                        | 19     | 3    | Motor Weimar       |
| DDR-Oberliga 1978/79                    | 6      | 2    | FC Rot-Weiß Erfurt |
| DDR-Oberliga 1979/80                    | 25     | 5    | FC Rot-Weiß Erfurt |
| DDR-Oberliga 1980/81                    | 18     | 3    | FC Rot-Weiß Erfurt |
| DDR-Oberliga 1981/82                    | 26     | 6    | FC Rot-Weiß Erfurt |
| DDR-Oberliga 1982/83                    | 25     | 3    | FC Rot-Weiß Erfurt |
| DDR-Oberliga 1983/84                    | 25     | 6    | FC Rot-Weiß Erfurt |
| DDR-Oberliga 1984/85                    | 25     | 5    | FC Rot-Weiß Erfurt |
| DDR-Oberliga 1985/86                    | 15     | 5    | FC Rot-Weiß Erfurt |
| DDR-Oberliga 1986/87                    | 25     | 3    | FC Rot-Weiß Erfurt |
| DDR-Oberliga 1987/88                    | 26     | 6    | FC Rot-Weiß Erfurt |
| DDR-Oberliga 1988/89                    | 24     | 7    | FC Rot-Weiß Erfurt |
| DDR-Oberliga 1989/90                    | 25     | 2    | FC Rot-Weiß Erfurt |
| DDR-Oberliga 1990/91                    | 22     | 9    | FC Rot-Weiß Erfurt |
| 2. německá fotbalová Bundesliga 1991/92 | 17     | 1    | FC Rot-Weiß Erfurt |
| CELKEM DDR-Oberliga                     | 287    | 62   |                    |